# Beagle (Oregon)
Beagle az Amerikai Egyesült Államok északnyugati részén, Oregon állam Jackson megyéjében, az Oregon Route 234 közelében elhelyezkedő önkormányzat nélküli település.
Névadója William Beagle telepes és postai vezető. A postahivatal 1885 és 1941 között működött.
Általában Sams Valley részeként tartják nyilván.

## Fordítás
- Ez a szócikk részben vagy egészben  a   Beagle, Oregon című angol Wikipédia-szócikk ezen változatának fordításán alapul.  Az eredeti cikk szerkesztőit annak laptörténete sorolja fel. Ez a jelzés csupán a megfogalmazás eredetét és a szerzői jogokat jelzi, nem szolgál a cikkben szereplő információk forrásmegjelöléseként.